# Sparvnattljus
Sparvnattljus (Oenothera indecora) är en dunörtsväxtart som beskrevs av Jacques Cambessèdes. Sparvnattljus ingår i släktet nattljussläktet, och familjen dunörtsväxter. Inga underarter finns listade i Catalogue of Life.